# Nuraghecultuur

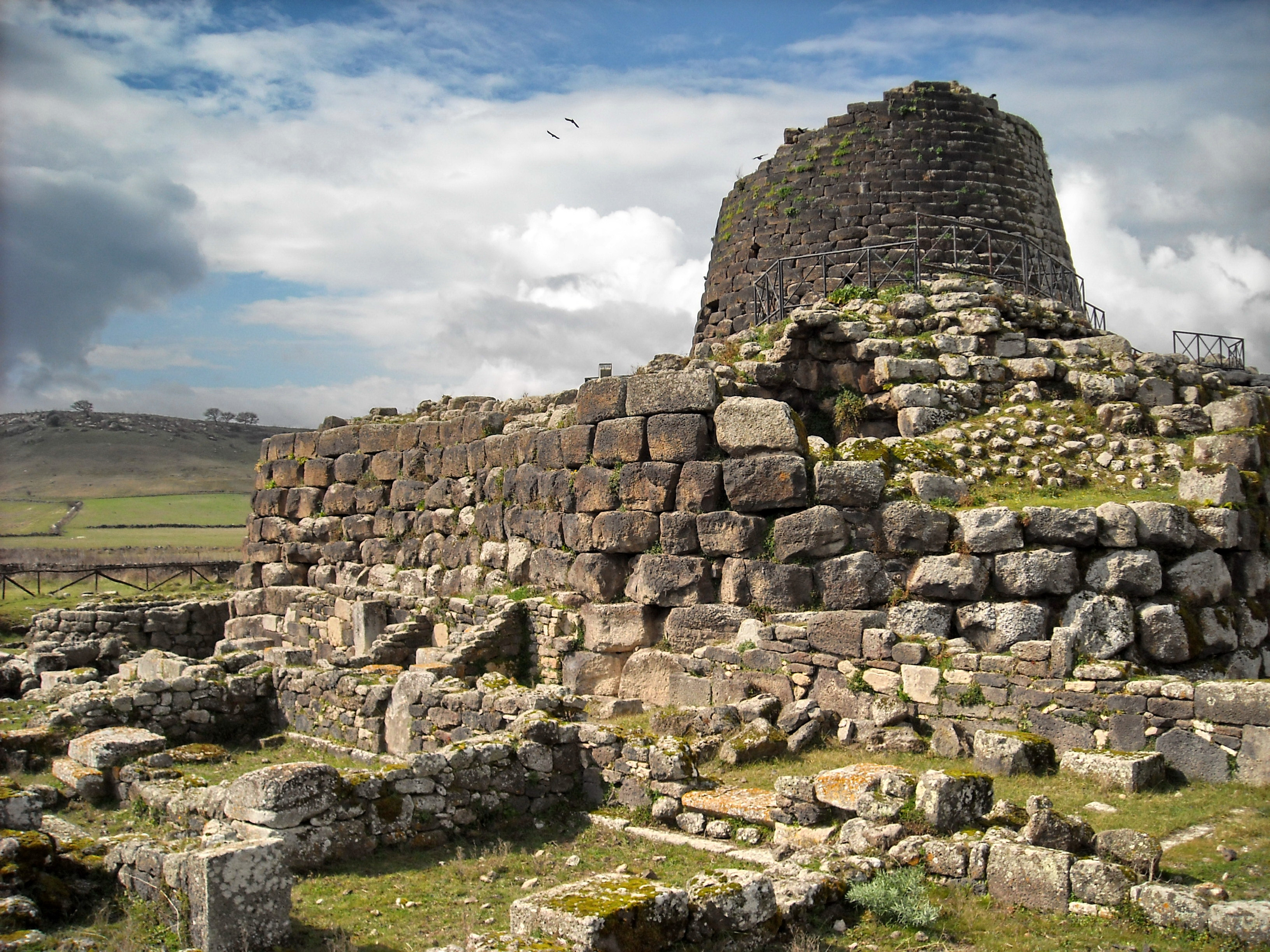
Nuraghe Santu Antine in Torralba

De Nuraghecultuur was een cultuur op Sardinië (Italië) van de 18e eeuw v.Chr. tot de Romeinse verovering in 238 v.Chr. of volgens andere theorieën tot de 2e of zelfs 6e eeuw n.Chr.
De naam Nuraghe is afgeleid van de karakteristieke monumenten de nuraghe, een torenforttype bouwwerk, die door de Sardiniërs in groten getale zijn gebouwd vanaf ongeveer 1800 v.Chr. Er zijn er tegenwoordig meer dan 7000 bekend.
Er zijn geen geschreven bronnen van de beschaving zelf. De enige geschreven bronnen komen uit de klassieke literatuur van de Grieken en Romeinen en zijn eerder mythologisch dan historisch.
De volgende stadia in de geschiedenis van Sardinië kunnen worden vastgesteld: pre-Nuraghisch Sardinië, Nuraghe-tijdperk (Bronstijd, verband met de Zeevolken en IJzertijd) en Carthaagse en Romeinse verovering. 
Er zijn, naast nuraghi, 'reuzengraven' gevonden, bronzen beeldjes en stenen beelden of 'Reuzen van Mont'e Prama'.

## Geschiedenis

### Pre-Nuraghisch Sardinië

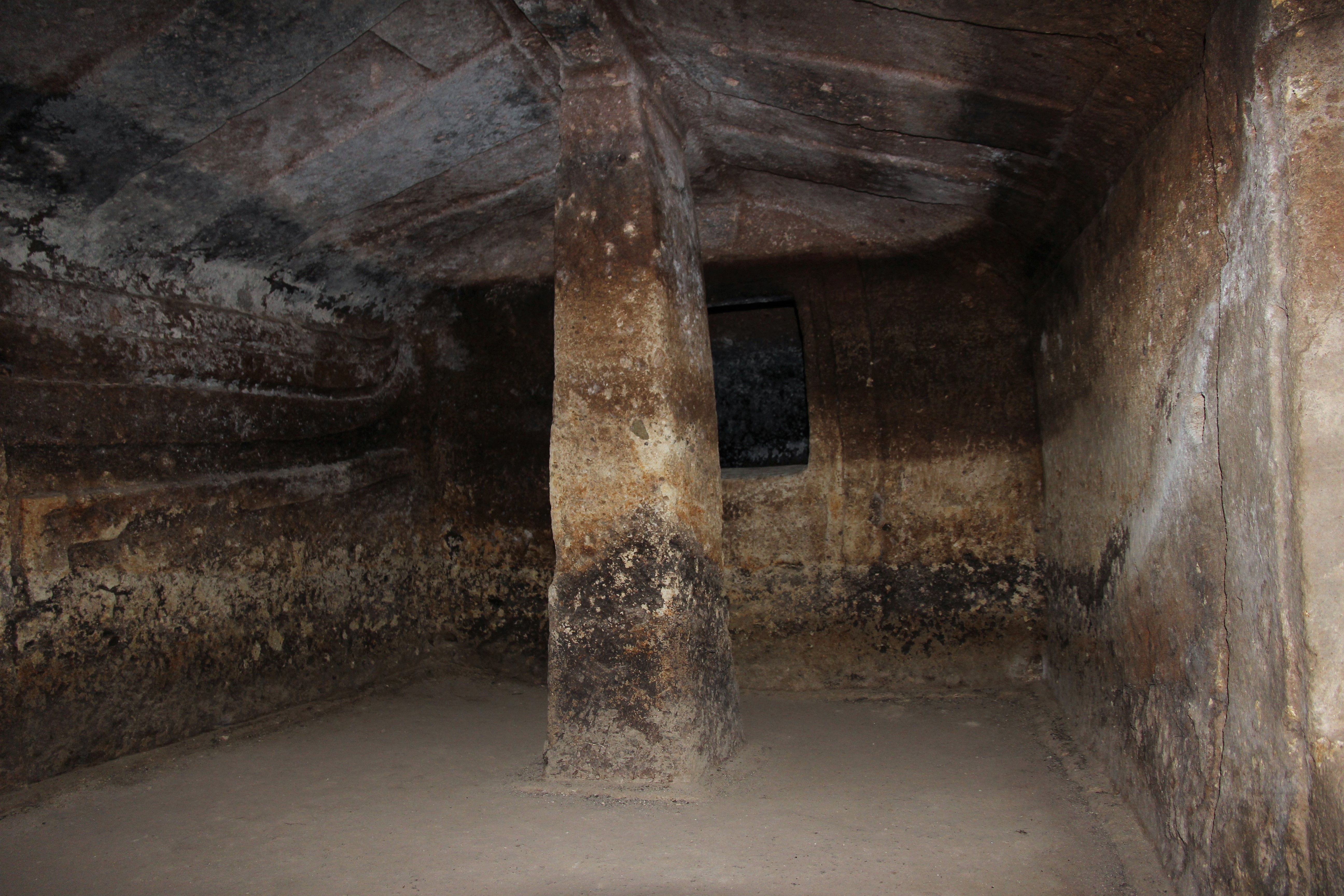
Een van de Domus de Janas van de necropolis van Monte Siseri, Putifigari

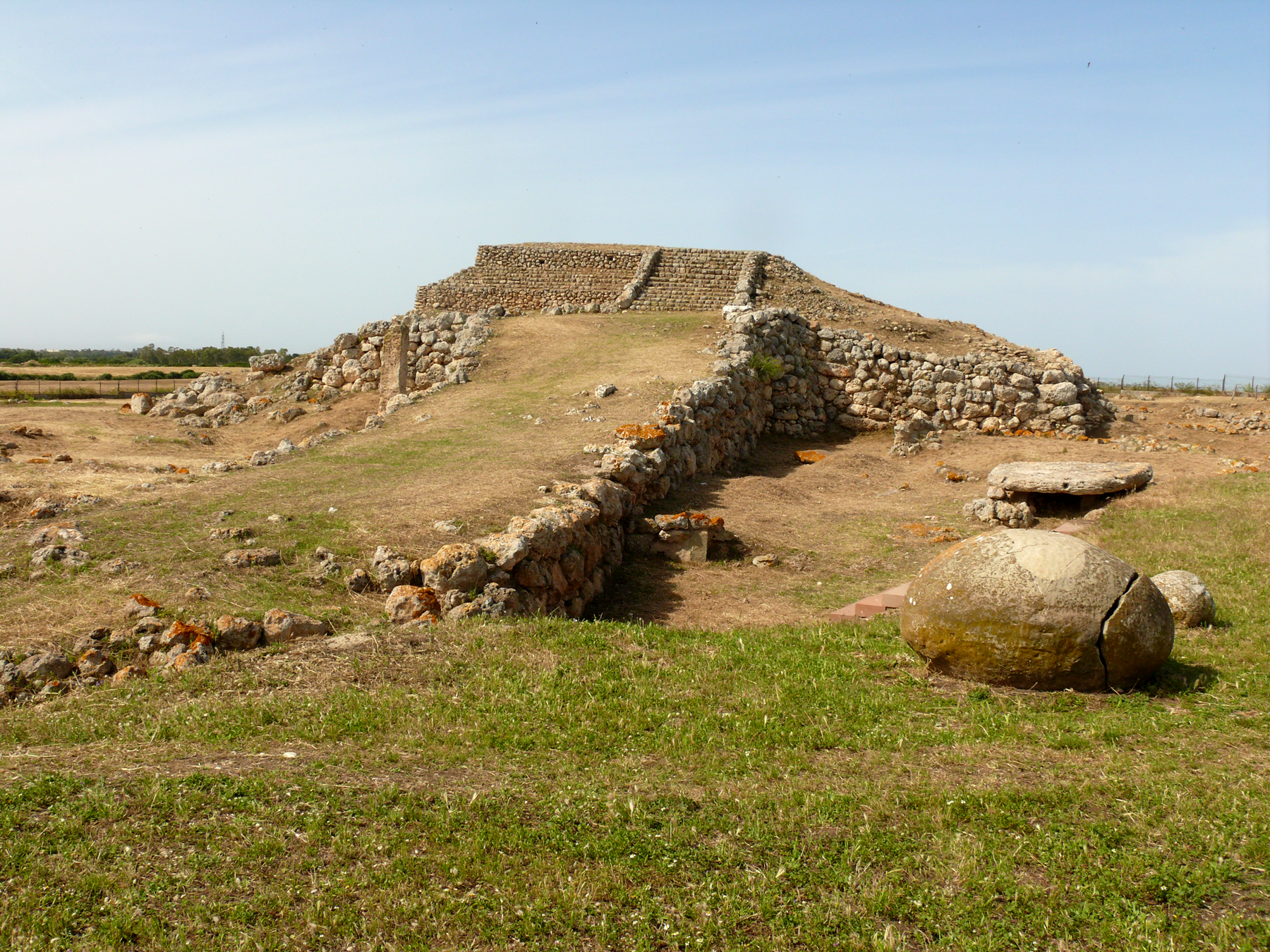
Pre-Nuraghisch complex van Monte d'Accoddi

Het eiland werd het eerst door mensen bewoond, die in het Paleolithicum (2,5 miljoen tot 12.500 jaar geleden) en Neolithicum (12.500 jaar geleden tot Bronstijd) uit Europa en het Middellandse Zeegebied kwamen. De oudste nederzettingen zijn in Centraal- en Noord-Sardinië (Anglona) ontdekt. 
Er ontwikkelden zich later verschillende culturen op het eiland, zoals de Oziericultuur (3200-2700 v.Chr.). De kennis van metallurgie werd verspreid en er verschenen zilveren en koperen objecten op het eiland. Overblijfselen uit deze periode zijn honderden menhirs, dolmens, meer dan 2400 hypogeum tombes, domus de Janas geheten, standbeeld-menhirs, die krijgers en vrouwenfiguren verbeelden, en de getrapte piramide van Monte d'Accoddi, bij Sassari. De Monte d'Accoddi heeft enige overeenkomsten met het monumentale complex van Los Millares in Andalusië en de latere talaiots in de Balearen. Volgens sommige onderzoekers is de overeenkomst van deze structuur met bouwwerken in Mesopotamië te verklaren door culturele invloed uit het oostelijke Middellandse Zeegebied. 
Het altaar van Monte d'Accoddi raakte vanaf ca. 2000 v.Chr. in onbruik, toen de Klokbekercultuur, die toen in West-Europa wijdverspreid was, op het eiland verscheen. De 'Klokbekers' kwamen uit twee verschillende richtingen: uit Spanje en Zuid-Frankrijk en via het Apennijns Schiereiland uit Centraal-Europa.

### Nuraghisch tijdperk

#### Vroege Bronstijd

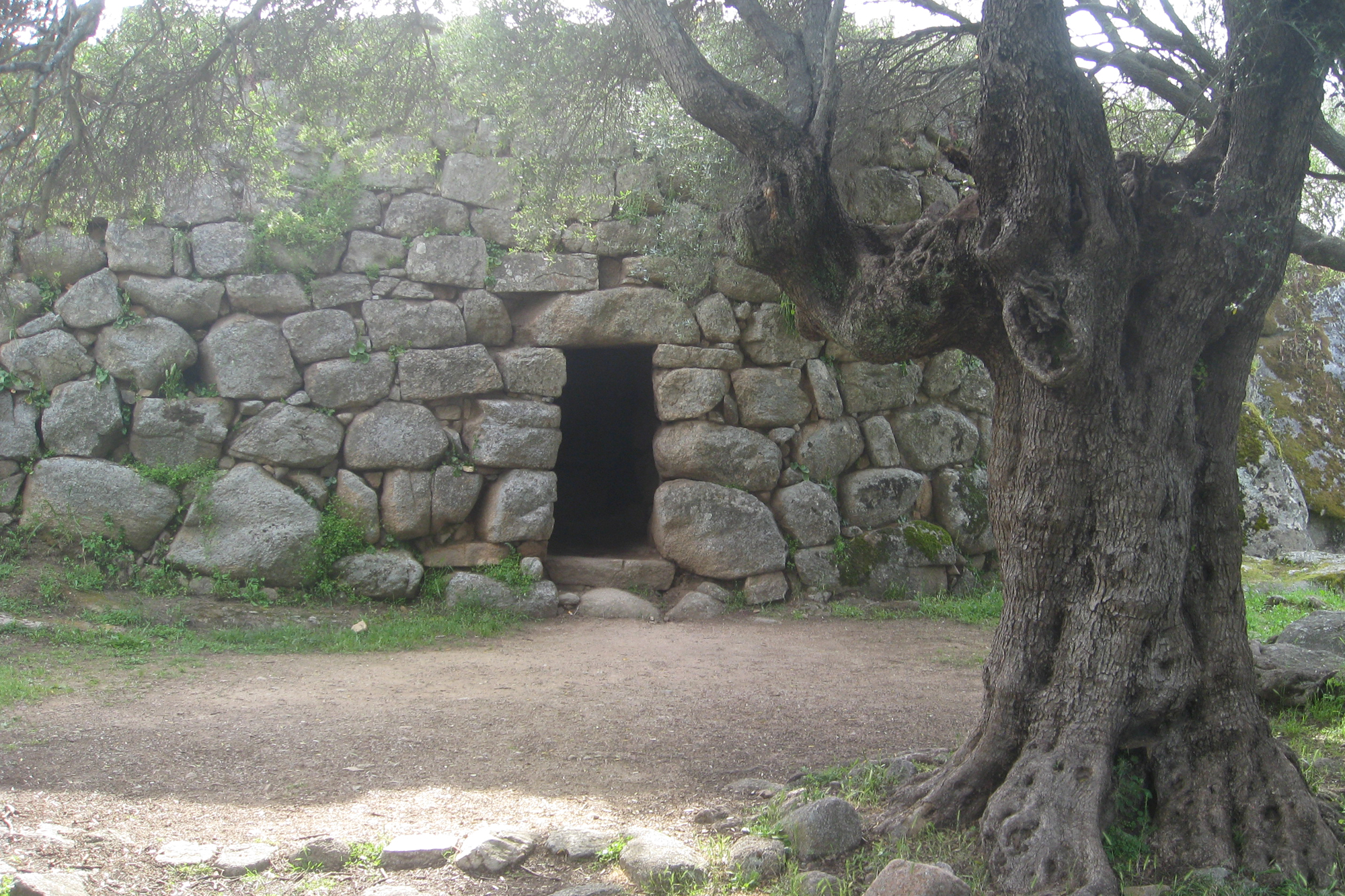
Albucciu (Arzachena), een voorbeeld van een proto-nuraghe

De Bonnanarocultuur was de laatste ontwikkeling in de Klokbekercultuur in Sardinië (ca. 1800 - 1600 v.Chr.) en had verschillende overeenkomsten met de Poladacultuur in N-Italië. Deze culturen namen 'nieuwe' architectuurtechnieken, zoals de cyclopische bouwstijl over, die al wijdverspreid op het eiland voorkwamen.
Er kwamen nieuwe bevolkingsgroepen van het vasteland naar het eiland. De techniek van brons gieten verspreidde zich en bracht verbeteringen. Er werd meer resistent metaal gemaakt, dat gebruikt kon worden in landbouw, jacht en oorlog. Uit deze tijd stamt de bouw van de zogeheten proto-nuraghe met een platform structuur.

#### Midden en Late Bronstijd

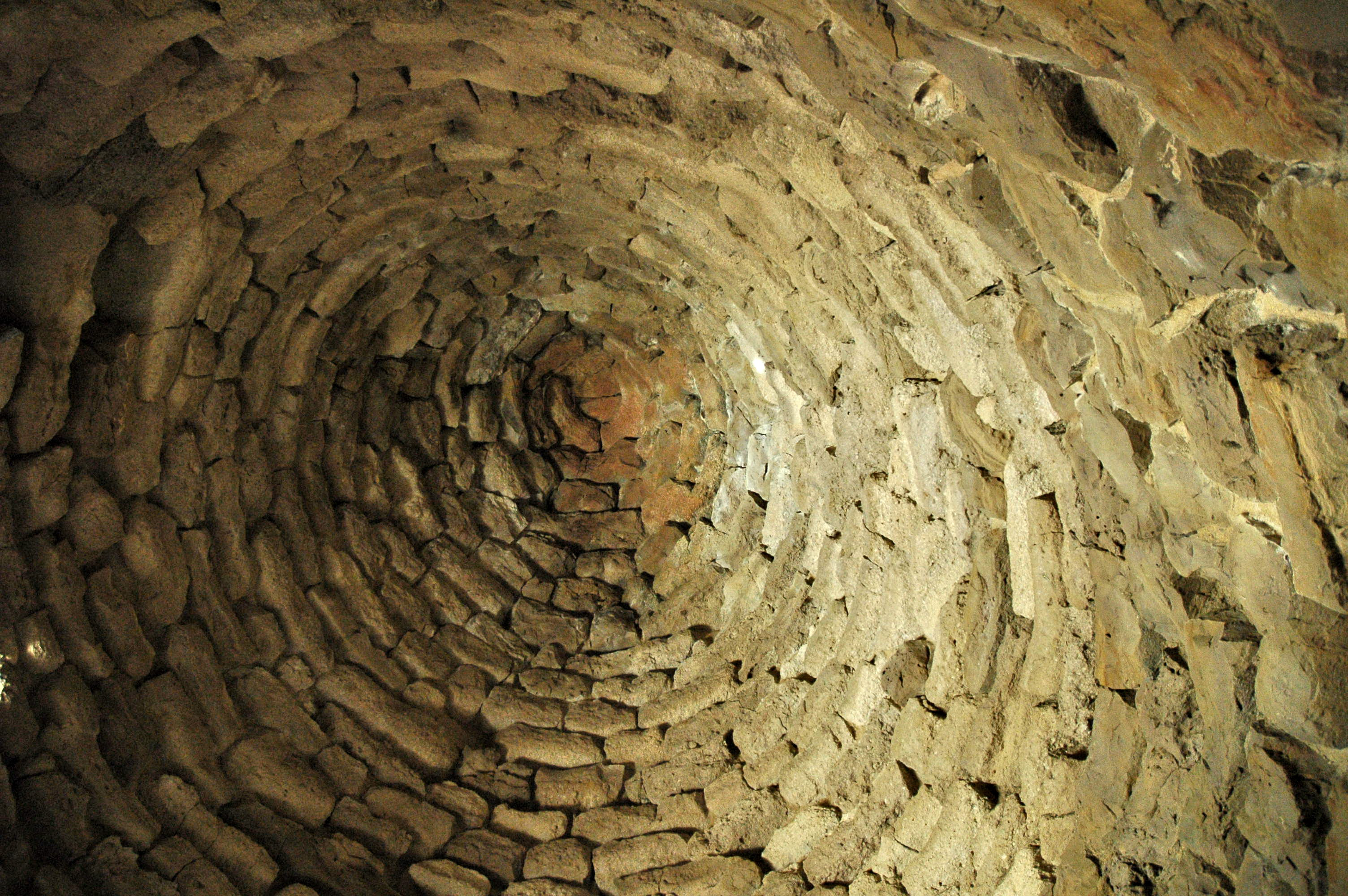
Tholos van Nuraghe Is Paras, Isili

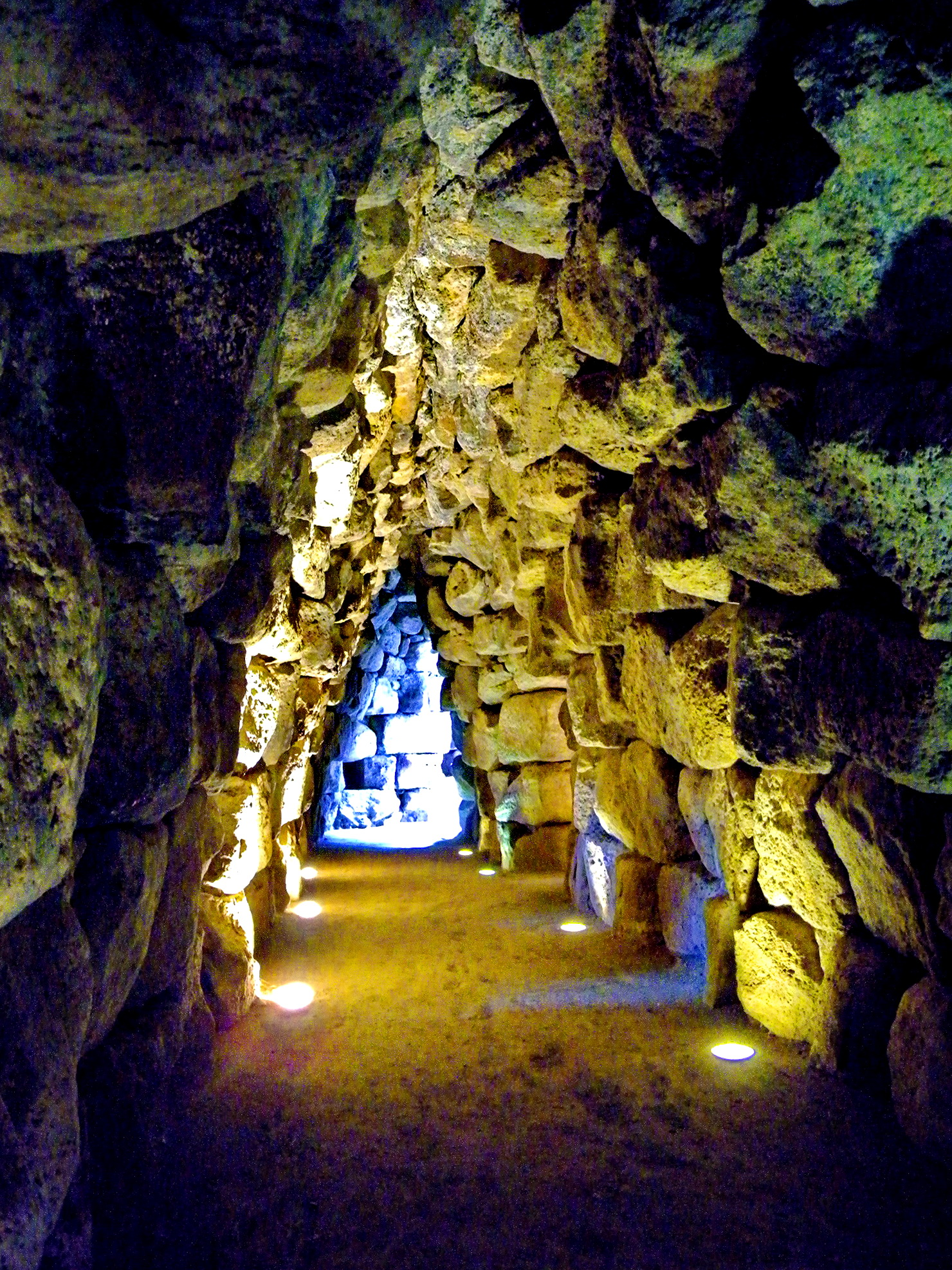
Nuraghe Santu Antine, Torralba, corridor binnen

Rond het midden van het 2e millennium v.Chr. ontwikkelde de nuraghe zich uit de voorgaande proto-nuraghe: megalitische torens met van binnen een tholos kamer. De grootste torens konden tot wel drie tholos kamers hebben.
Vroege Griekse geschiedschrijvers en geografen speculeerden over de nuraghi en beschreven hen als daidaleia, naar Daedalus, die na het bouwen van het labyrint in Kreta, naar Sicilië en daarna naar Sardinië zou zijn gegaan. De moderne consensus houdt hun functie op verdedigbare thuisbases, met inbegrip van schuren en silo's.
De filosoof Plato schreef in zijn Timaios over Atlantische koningen, die tot het 10e millennium v.Chr. invloed uitoefenden in zowel delen van het continent dat de 'ware oceaan' omsluit aan de overkant van de Zuilen van Hercules, als aan deze kant van de Zuilen: 'in Libië tot aan Egypte toe en in Europa tot Tyrrenië'.
De tweede helft van het 2e millennium v.Chr. zag een uitbreiding van de nederzettingen rond sommige nuraghi, vaak op de top van heuvels. De beroemdste zijn: Su Nuraxi in Barumini, Santu Antini in Torralba, Nuraghe Losa in Abbasanta, Nuraghe Palmavera in Alghero, Nuraghe Genna Maria in Villanovaforru, Nuraghe Seruci in Gonnesa en Nuraghe Arrubiu in Orroli. 
De grootste, zoals Nuraghe Arrubiu, kon een hoogte bereiken van 25 tot 30 meter en kon uit vijf hoofdtorens bestaan, met nog eens tientallen toegevoegde torens. Sommige hedendaagse Sardijnse steden herleiden hun herkomst naar deze Nuraghische nederzettingen.
Sardinië is rijk aan koper- en loodmijnen en er werd met de metalen in het Middellandse Zeegebied gehandeld. De Nuraghische bevolking had bekwame metaalbewerkers, die de belangrijkste metaalproducenten van Europa waren en vervaardigers van verschillende bronzen objecten.

### Verband met Zeevolken

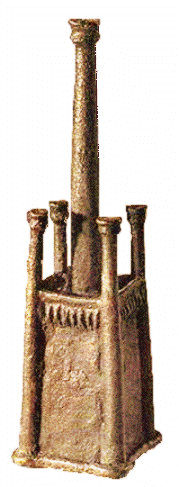
Bronzen model van een nuraghe, 10e eeuw v.Chr.

In de Late Bronstijd (14e tot 12e eeuw v.Chr.) was er een grote migratie van zogeheten Zeevolken, beschreven in oude Egyptische bronnen. Zij verwoestten Myceense en Hittitische sites en vielen ook Egypte aan.
Simonides van Ceos en Plutarchus spraken van aanvallen van Sardiniërs op Kreta, in dezelfde tijd als de Zeevolken Egypte binnenvielen. Er is 13e-eeuws Nuraghisch keramiek gevonden in Tiryns, Kommos, Kokkinokremnos, in Sicilië, Lipari en het gebied van Agrigento op de zeeroute die west en oost Mediterraans gebied verbindt. Dus de Nuraghische Sardiniërs hadden handelscontacten met het oostelijke Middellandse Zeegebied.

### IJzertijd
De Nuraghische fase van 900 tot 500 v.Chr. wordt door archeologen traditioneel gedefinieerd als het tijdperk van de aristocratieën. Er werd verfijnd keramiek gemaakt en meer bewerkt gereedschap en de kwaliteit van wapens werd verhoogd. De handel bloeide en goederen werden over het hele Middellandse Zeegebied geëxporteerd, van het Nabije Oosten tot Spanje en de kust van de Atlantische Oceaan. Het aantal hutten in de nederzettingen steeg en de bevolking groeide. Nuraghi werden niet meer gebouwd (vanaf 1150 v.Chr. werden er vele verlaten of deels afgebroken) en individuele tombes vervingen collectieve begravingen (reuzengraven).

### Carthaagse en Romeinse verovering
Vanaf 900 v.Chr. begonnen de Phoeniciërs Sardinië vaker te bezoeken, vooral de havens Caralis, Nora, Bithia, Sulci, Tharros, Bosa en Olbia.
De Romeinse geschiedschrijver Justinus beschreef een Carthaagse expeditie onder aanvoering van Malco in 540 v.Chr. De expeditie mislukte en leidde tot een politieke revolutie in Carthago, waar Mago I uit naar voren kwam. Mago stuurde een nieuwe expeditie in 509 v.Chr., nadat Sardiniërs de Phoenicische kustplaatsen hadden aangevallen. De Carthagers namen de kust van Sardinië, de Iglesiente met haar mijnen en de zuidelijke vlakten in bezit, na een aantal militaire campagnes waarbij Mago het leven liet en door zijn broer Hamilcar Mago opgevolgd werd. De Nuraghische cultuur kan in de bergen in het binnenland hebben voortbestaan.
De Carthagers gaven Sardinië over aan Rome, na hun verlies in de eerste Punische oorlog. Sardinië werd, samen met Corsica, een Romeinse provincie (Corsica et Sardinia), maar de Griekse geograaf Strabo zou bevestigd hebben, dat de Nuraghische cultuur in het binnenland standhield.  